# Новониколаевка (Азовский район)
Новоникола́евка — село в Азовском районе Ростовской области.
Входит в состав Самарского сельского поселения.

## География
Расположено в 25 км (по дорогам) юго-восточнее районного центра — города Азова.
Село находится на правом берегу реки Кагальник.

## История
Этот хутор был основан крестьянином по фамилии Колесник и по прозвищу Чумаченко. В 1812 году на территории хутора насчитывалось 10 дворов. В собственности Чумаченка было до 40 пар волов, возможно, поэтому и место для основания хутора он выбрал рядом с пастбищем и местом для водопоя. Постепенно на этой территории стали появляться и другие чумаки. После того, как в 1833 году в селе была построена Николаевская церковь, хутор получил название Новониколаевки, чтобы избежать путаницы с другим населенным пунктом — неподалёку располагалось село, которое уже носило название Николаевки. Название было официальным, так как было обозначено в указе Правительства сената в 1836 году. В 1860-х годах Новониколаевка становится центром волости. В состав волости входят также такие поселения, как Самарское, Новобатайск, Высочино и Кулешовка. В 1891 году в селе была освящена Николаевская церковь, построенная из камня. В советское время эта церковь была снесена. Нынешнее здание церкви до революции было жилым домом. Проживавшая там семья позже была раскулачена в связи с их хорошим финансовым положением. В доме стал располагаться сельсовет. В военные годы здесь находился госпиталь.

## Население
| 1989 | 2002 | 2010 |
| ---- | ---- | ---- |
| 1167 | ↘985 | ↘981 |

## Улицы
| - ул. Азовская, - ул. Комарова, - ул. Ленина, - ул. М. Горького, - ул. Маяковского, | - ул. Московская, - ул. Набережная, - ул. Советская, - пер. Дуговой, - пер. Кооперативный, | - пер. Охотничий, - пер. Партизанский, - пер. Пролетарский, - пер. Ростовский, - пер. Школьный. |

## Достопримечательности
- Храм Святителя Николая Чудотворца. Решением Малого Совета облсовета № 301 от 18 ноября 1992 года церковь внесена в список объектов культурного наследия местного значения под кодом № 6100443000[4].

## Известные уроженцы
- Завгородний, Григорий Демидович (1914—1955) — советский военнослужащий, капитан, Герой Советского Союза.
- Шинкаренко, Фёдор Иванович (1913—1994) — советский военачальник, генерал-полковник, Герой Советского Союза.